# چرنوسکو سول ناویلیو
چرنوسکو سول ناویلیو (به ایتالیایی: Cernusco sul Naviglio) یک کومونه در ایتالیا است که در استان میلان واقع شده‌است.

## خصوصیات
چرنوسکو سول ناویلیو ۱۳ کیلومترمربع مساحت و ۳۳٬۴۰۳ نفر جمعیت دارد و ۱۳۳ متر بالاتر از سطح دریا واقع شده‌است.